# 廣元戰鬥
廣元戰鬥發生於1918年6月10日，地點則是在中國川北。是北洋政府時期內戰之一，交戰原因是川省境內內鬨，戰鬥末了，四川靖國軍獲勝佔領川北。